# 貔子窝市
貔子窝市（羅馬化：Bi-pzy vo），是中国大連歷史上的一个行政区，由俄罗斯帝国主导建立。1899年，俄罗斯帝国在关东州设立貔子窝市，为关东州下辖的三个市之一。

## 历史沿革

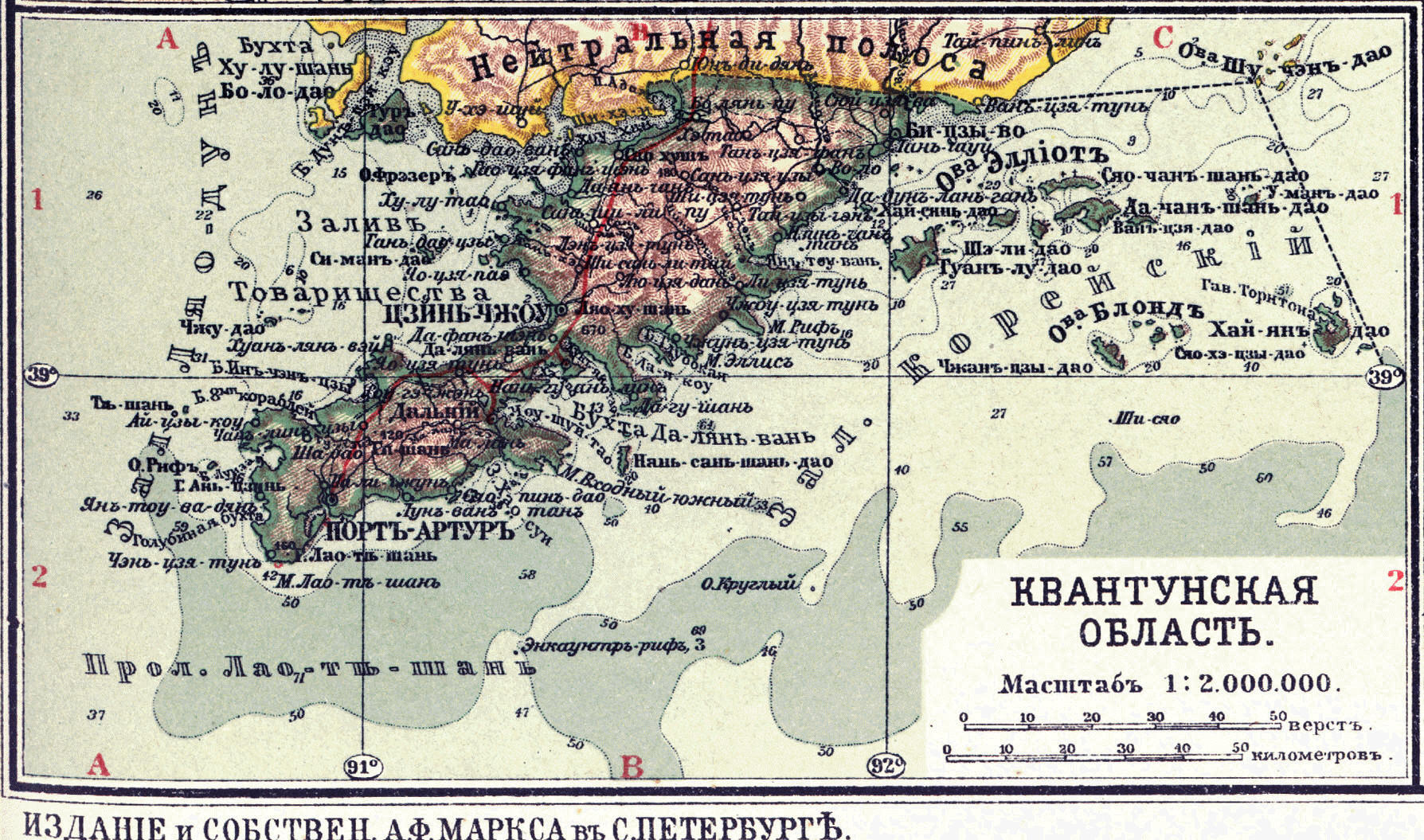
1903年的关东州行政区划，其中貔子窝市被标注为“Би-пзы во”。

俄罗斯帝國租借旅大地區之前，貔子窝地区隶属于清朝奉天省奉天府管辖下的金州厅。1897年，俄羅斯舰队占领旅顺口，翌年强迫清廷与之签订《旅大租地条约》，租借旅顺港、大连湾及其周边地区99年，同时设立貔子窝市，建立相应的市府衙门，并设立貔子窝行政区管辖周边郊区，均隶属于关东州。
1905年，日本攻占此地，随后在日俄战争中获胜，接管俄罗斯在旅大租借地的全部权利。日本接手关东州行政事务后，设立关东州民政署金州民政支署，在原貔子窝市和貔子窝行政区的基础上建立第五管区，后改设金州民政署貔子窝民政支署，隶属于关东州厅。1945年8月15日，苏联红军进驻貔子窝，中国共产党在此地成立新金县政府，貔子窝改设县辖区；同时，未能接管该地的中华民国政府在金州地区设立金县，将貔子窝划入金县下辖的宁海镇，但从未实际管辖。1965年，貔子窝历经沿革后改名为皮口。现为大连市普兰店区皮口街道。